# Changing Colours
Changing Colors è il sesto album in studio del gruppo rock canadese The Sheepdogs. L'album è stato rilasciato il 2 febbraio 2018. L'anno successivo, Changing Colors è stato nominato per il Juno Award for Rock Album of the Year ai Juno Awards 2019.

## Tracce
1. Nobody – 4:30
2. I've Got A Hole Where My Heart Should Be – 3:15
3. Saturday Night – 2:55
4. "Let It Roll" – 3:42
5. "The Big Nowhere" – 3:41
6. I Ain't Cool – 3:27
7. You Got To Be A Man – 2:17
8. Cool Down – 2:37
9. Kiss The Brass ring – 1:51
10. Cherries Jubilee – 2:17
11. I'm Just Waiting For My Time – 4:20
12. Medley: I) Born A Restless Man – 1:39
13. Medley: II) The Bailieboro Turnaround – 1:31
14. Medley: III) Up In Canada – 3:47
15. Medley: IV) H.M.S. Buffalo – 1:00
16. Medley: V) Esprit Des Corps – 2:34
17. Medley: VI) Run Baby Run – 4:24